# Nermin Haskić
Nermin Haskić (ur. 27 czerwca 1989 w Banovići) – bośniacki piłkarz grający na pozycji napastnika w bośniackim klubie Velež Mostar. Jednokrotny reprezentant Bośni i Hercegowiny.

## Sukcesy

### Klubowe
MFK Koszyce
- Zdobywca Pucharu Słowacji: 2013/2014

MŠK Žilina
- Mistrzostwo Słowacji: 2016/2017

### Indywidualne
- Król strzelców Premijer ligi: 2009/2010 (19 goli)
- Król strzelców Super ligi: 2018/2019 (24 goli)
- Jedenastka sezonu Super ligi Srbije: 2018/2019